# ICub
iCub è un robot androide costruito dall'Istituto Italiano di Tecnologia (IIT) di Genova. Alto 104 cm e pesante 22 kg, la sua estetica e funzionalità ricordano quelle di un bambino di circa tre anni.
iCub viene sviluppato congiuntamente al RobotCub Consortium, una società mista di alcune università europee. Il maggiore scopo di questa piattaforma informatica e hardware è quella di studiare la cognizione, attraverso l'implementazione di algoritmi motivati dalla biologia.
Il progetto è open source sia per il software disponibile gratis e non criptato, che per la parte hardware, approfonditamente descritta nelle sue componenti, con pezzi reperibili sul mercato.
iCub è stato presentato dall'IIT al Festival della Scienza di Genova nel 2009, dopo una serie di prototipi di complessità crescente, in base a ricerche iniziate nel 2003.

## Nome
iCub viene proposto come un prototipo diretto a una comunità di sviluppatori software open source, perché sviluppino diversi modelli comportamentali impiegabili in molteplici funzioni avanzate con varia utilità.
Questo robot potrebbe essere utilizzato dai neuropsichiatri nella terapia di pazienti con autismo (utile anche come presidio di sorveglianza).

## Caratteristiche
Le dimensioni del robottino iCub sono simili a quelle di un bambino di 3 anni e mezzo.
Il robot umanoide iCub versione 1 è alto 104 cm e pesa 22 kg. Possiede 53 motori e può muovere testa, arti superiori e vita. Possiede inoltre un elevato senso di propriocezione. Le sue mani, dotate di tatto, hanno nove snodi. Può manipolare oggetti con grande facilità. ICub vanta una serie crescente di abilità: può muovere le palpebre e le labbra. Sa anche simulare emozioni (sorpresa, gioia...) grazie a luci ed espressioni del viso. Il sistema Open Source crea software e hardware modificabili da chiunque ne sia in grado.

### 53 gradi libertà di movimento
Si stima che iCub, nella sua versione finale, avrà 53 gradi di libertà di movimento, organizzati nel seguente modo:
- 7 per ogni braccio robotico
- 9 per ogni mano robotica (3 per il pollice, 2 per l'indice, 2 per il dito medio, 1 per la coppia anulare-mignolo, 1 per l'abduzione/adduzione)
- 6 per i movimenti della testa
- 3 per il torace e la colonna vertebrale
- 6 per ogni gamba robotica

### Capacità
- Gattonare (crawling).
- Funzioni basiche di processamento visivo.
- Sensori di basso livello per il controllo del movimento oculare, inerziale corporeo e della propriocettività.
- Telecamera ad alta risoluzione, che può ritrasmettere le immagini.
- Buone abilità di manipolazione destrimana.
- ITALK: programmi per l'apprendimento progressivo della lingua da parte del robottino, in modo casuale e oggetto e situazione-correlato[6]